# Hidrogen
L'hidrogen és l'element químic de símbol H i nombre atòmic 1. La seva massa atòmica mitjana d'1,00784 uma en fa l'element més lleuger. És un element incolor, inodor, insípid i altament combustible que no presenta toxicitat. En condicions estàndard pren la forma de gas diatòmic de fórmula molecular H₂. Es tracta de la substància química més abundant de l'Univers i en constitueix un 75% de la massa bariònica. Els estels, incloent-hi el Sol, es componen majoritàriament d'hidrogen en estat de plasma, mentre que l'hidrogen de la Terra es dona principalment en l'aigua, en compostos orgànics, com a dihidrogen i en altres formes moleculars. El seu isòtop més abundant (¹H) consisteix simplement en un protó i un electró.
L'hidrogen atòmic d'ocurrència natural és molt rar a la Terra, ja que forma fàcilment compostos covalents amb la majoria d'elements i es troba present a la molècula d'aigua i en la majoria de compostos orgànics. L'hidrogen té un paper molt important en la química d'àcid-base: en moltes reaccions s'intercanvien protons entre molècules solubles.
En compostos iònics, l'hidrogen pot prendre una càrrega negativa (en forma d'un anió conegut com a hidrur que s'escriu H−), o bé una càrrega positiva (catió H+). Aquest darrer s'escriu com si fos un simple protó però, en realitat, els cations d'hidrogen en compostos iònics ocorren en espècies més complexes. D'altra banda, l'isòtop més comú de l'hidrogen és el proti (símbol ¹H), que té un sol protó i cap neutró. Com que es tracta de l'àtom conegut més simple, l'àtom d'hidrogen ha estat molt utilitzat per resoldre problemes teòrics: per exemple, com que és l'únic àtom neutre que té una solució analítica de l'equació de Schrödinger, l'estudi de l'energètica i dels enllaços de l'àtom d'hidrogen tingué un paper clau en el desenvolupament de la mecànica quàntica.
L'hidrogen gas fou produït artificialment per primer cop als inicis del segle xvi mitjançant la barreja de metalls i àcids forts. En els anys 1766–81, Henry Cavendish fou el primer a reconèixer que l'hidrogen era una substància distinta i que produeix aigua quan es crema, propietat que més tard li donà a l'element el seu nom actual: el nom «hidrogen» és una derivació del grec que significa 'formador d'aigua'.
La producció industrial es fa principalment a partir de la reformació amb vapor de gas natural i, menys freqüentment, a partir de mètodes de producció d'hidrogen com l'electròlisi de l'aigua. La majoria de l'hidrogen es fa servir prop del seu lloc de producció; els dos usos majoritaris són el processament de combustible fòssil (per exemple, l'hidrocraqueig) i la producció d'amoníac, bàsicament per al mercat de fertilitzants. Finalment, l'hidrogen és una preocupació important en l'àmbit de la metal·lúrgia, ja que pot fragilitzar molts metalls, cosa que complica el disseny de productes com canonades i dipòsits d'emmagatzematge.

## Propietats

### Combustió
L'hidrogen gas (dihidrogen o hidrogen molecular) és altament inflamable i crema en aire en un ampli rang de concentracions, d'entre el 4% i el 75% en volum. L'entalpia de combustió de l'hidrogen és de −286 kJ/mol:
2 H
2(g) + O₂(g) → 2 H
2O(l) + 572 kJ (286 kJ/mol)

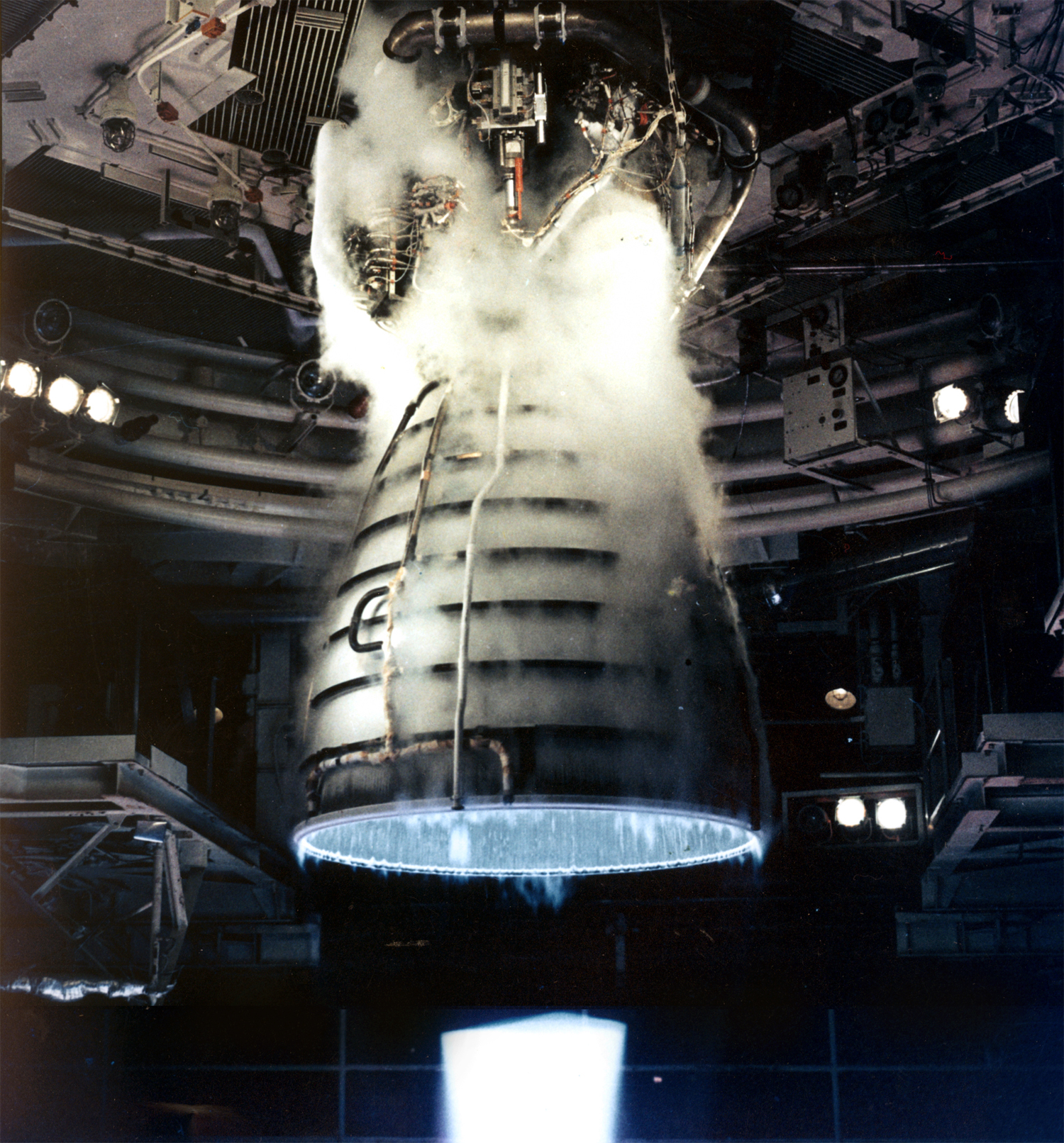
El motor principal del transbordador espacial crema hidrogen amb oxigen, produint així una flama gairebé invisible quan funciona a màxima potència.

L'hidrogen gas forma una barreja explosiva amb l'aire si està concentrat al 4-75% i amb clor si està concentrat al 5-95% (percentatges en volum). Les barreges exploten espontàniament a partir de guspires, calor o llum del Sol. La temperatura d'autoignició de l'hidrogen –la temperatura d'ignició espontània en aire– és de 500 °C. Les flames d'hidrogen-oxigen pur emeten llum ultraviolada i són pràcticament invisibles a l'ull nu, tal com es pot comprovar comparant la flama del motor principal del transbordador espacial (rastre tènue) amb la del coet accelerador sòlid del transbordador espacial (rastre altament visible). Per detectar una fuga d'hidrogen pot ser necessari un detector de flames; aquest tipus de fugues poden ser molt perilloses. El desastre del Hindenburg és un exemple del que pot provocar la combustió de l'hidrogen: la causa que el provocà no està clara, però se sap que les flames visibles provenien dels materials combustibles del revestiment de la nau. Com que l'hidrogen flota en l'aire, les flames d'hidrogen tendeixen a ascendir ràpidament i causen menys desperfectes que els focs causats per hidrocarburs. Dues terceres parts dels passatgers del Hindenburg van sobreviure a l'incendi; moltes morts van ser causades per la caiguda de combustible dièsel en combustió.
El H
2 reacciona amb qualsevol element oxidant. Pot reaccionar espontàniament i violenta a temperatura ambient amb el clor i el fluor per formar els halurs d'hidrogen corresponents (el clorur d'hidrogen i el fluorur d'hidrogen) que també són àcids potencialment perillosos.

### Nivells d'energia de l'electró
El nivell d'energia de l'estat fonamental de l'electró en un àtom d'hidrogen és de −13,6 eV, que equival a un fotó ultraviolat d'una longitud d'ona d'aproximadament 92 nm. Els nivells d'energia de l'hidrogen es poden calcular d'una manera força precisa fent servir el model de Bohr de l'àtom, que conceptualitza l'electró com si orbités al voltant del protó d'una manera anàloga a com la Terra orbita al voltant del Sol. Tanmateix, la força electromagnètica atrau els electrons i els protons l'un a l'altre, mentre que els planetes i cossos celestes tan sols s'atrauen els uns als altres mitjançant la força de la gravetat. A causa de la discretització del moment angular postulat per Bohr durant les primeres passes de la mecànica quàntica, en el model de Bohr l'electró tan sols té permès ocupar unes certes distàncies respecte al protó i, per tant, només pot tenir certes energies.

Esquema d'un àtom d'hidrogen en el qual es mostra la mida del protó central i el diàmetre atòmic com aproximadament el doble que el radi del model de Bohr (la imatge no està a escala).

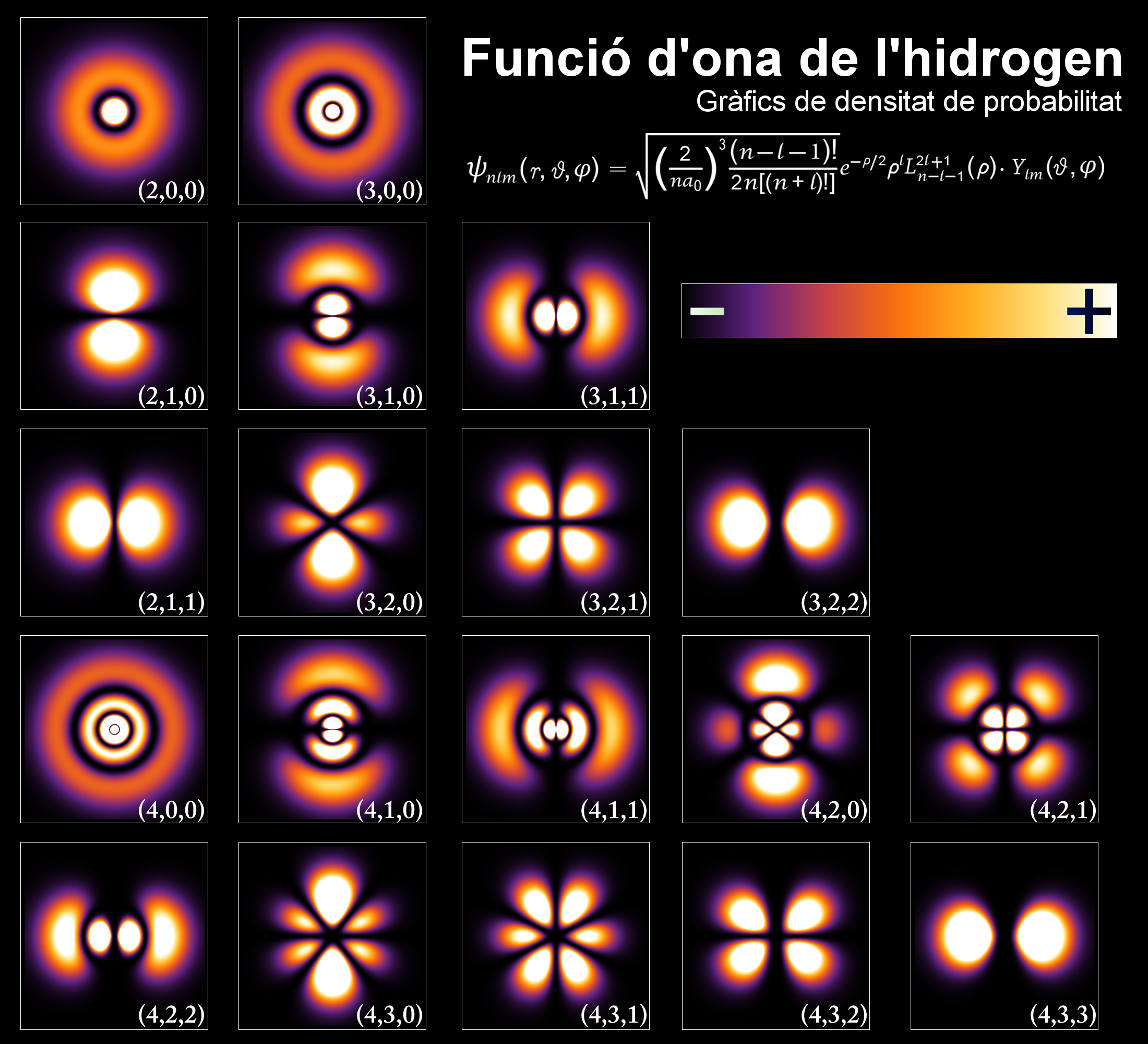
Densitats de probabilitat dels primers orbitals de l'àtom d'hidrogen (vista de secció). El nivell d'energia d'un electró enllaçat determina l'orbital que ocupa, i el color reflecteix la probabilitat de trobar l'electró en una posició donada.

Una descripció més precisa de l'àtom d'hidrogen es pot fer mitjançant el tractament purament mecanicoquàntic que fa servir l'equació de Schrödinger o la integral de camí de Feynman per calcular la densitat de probabilitat de l'electró al voltant del protó. Els estudis més complicats tenen en compte els efectes de la relativitat especial i de la polarització del buit. En el tractament mecanicoquàntic, l'electró en un estat fonamental d'àtom d'hidrogen no té gens de moment angular, la qual cosa il·lustra com la concepció d'«òrbita planetària» del moviment de l'electró al voltant del protó difereix de la realitat.

### Formes moleculars elementals

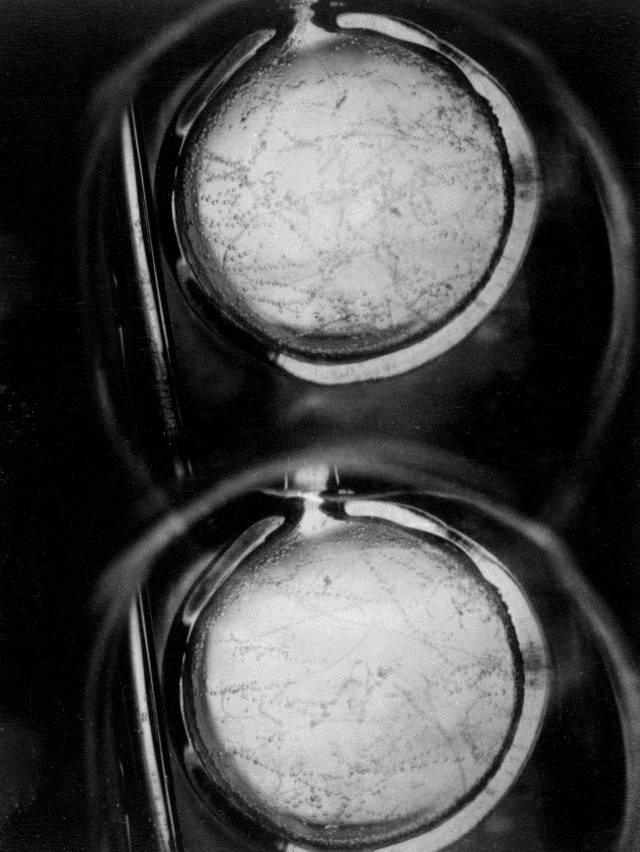
Primeres traces observades en una cambra de bombolles d'hidrogen líquid al Bevatron

Existeixen dues formes de molècules d'hidrogen que difereixen per l'espín relatiu dels seus nuclis, donant lloc a isomeria d'espín de l'hidrogen. En la forma d'ortohidrogen, els espins dels dos protons són paral·lels i formen un triplet amb un nombre quàntic d'espín molecular d'1 (½+½); d'altra banda, en la forma de parahidrogen els espins són antiparal·lels i formen un singulet amb un nombre quàntic d'espín molecular de 0 (½–½). En condicions estàndard de pressió i temperatura, l'hidrogen gas conté al voltant d'un 25% de la forma para i un 75% de la forma orto, també coneguda com la «forma normal». La proporció d'equilibri de l'ortohidrogen respecte al parahidrogen depèn de la temperatura, però com que la forma orto és un estat excitat i té una energia més elevada que la forma para, és inestable i no es pot purificar. A temperatures molt baixes, l'estat d'equilibri està compost gairebé exclusivament per la forma para. Les propietats tèrmiques del parahidrogen en fase líquida i gasosa difereixen d'una manera significativa dels de la forma normal a causa de les diferències en les capacitats tèrmiques rotacionals (vegeu isòmers d'espín de l'hidrogen). La distinció orto/para també té lloc en altres molècules o grups funcionals que contenen hidrogen (tals com l'aigua i el metilè) però no té gaire importància per a les seves propietats tèrmiques.
La interconversió sense catalitzador entre hidrogen para i orto creix quan la temperatura augmenta; és per això que el H
2 condensat ràpidament conté grans quantitats de forma orto d'alta energia que es converteix en forma para molt a poc a poc. La proporció orto/para en H
2 condensat és una consideració important en la preparació i emmagatzematge d'hidrogen líquid: la conversió d'orto a para és exotèrmica i produeix prou calor per evaporar part de l'hidrogen líquid, cosa que condueix a la pèrdua de material liquat. Els catalitzadors de la interconversió orto-para, tals com l'òxid de ferro (III), el carbó actiu, l'asbest platinat, les terres rares, els compostos d'urani, l'òxid de crom (III) o alguns compostos de níquel, es fan servir durant el refredament de l'hidrogen.

### Fases
Les fases possibles de l'hidrogen són les següents:
- Hidrogen comprimit
- Hidrogen líquid
- Hidrogen pastós
- Hidrogen sòlid
- Hidrogen metàl·lic

### Compostos
Categoria principal: Compostos d'hidrogen

#### Compostos covalents i orgànics
Tot i que el H
2 en condicions estàndard no és gaire reactiu, forma compostos amb la majoria d'elements. Pot formar compostos amb elements que són més electronegatius, com els halògens (com per exemple el F, el Cl, el Br o el I) o l'oxigen: en aquest tipus de compostos l'hidrogen pren una càrrega positiva parcial. Quan s'enllaça amb el fluor, l'oxigen o el nitrogen, l'hidrogen pot participar en una forma d'enllaç no covalent de força mitjana que s'anomena enllaç d'hidrogen, el qual és crític per l'estabilitat de moltes molècules biològiques. L'hidrogen també forma compostos amb elements menys electronegatius com els metalls i els metal·loides, en els quals pren una càrrega negativa parcial: aquests compostos es coneixen com a hidrurs.
L'hidrogen es pot associar amb el carboni per formar un ampli rang de compostos anomenats hidrocarburs, i un rang encara més ampli amb heteroàtoms que s'anomenen compostos orgànics (per la seva associació amb els éssers vius). L'àrea d'estudi de les seves propietats es coneix com a química orgànica i el seu estudi en el context d'organismes vius es coneix com a bioquímica. Segons algunes definicions, per anomenar els compostos «orgànics» com a tals tan sols és necessari que continguin carboni. Tanmateix, la majoria també contenen hidrogen i, com que l'enllaç carboni-hidrogen és el que els dona la majoria de les seves característiques químiques, de vegades es considera que els enllaços carboni-hidrogen són necessaris per a fer servir l'adjectiu «orgànic». Es coneixen milions d'hidrocarburs, els quals solen estar formats per complicades seqüències sintètiques que poques vegades impliquen l'hidrogen elemental.

#### Hidrurs
Els compostos d'hidrogen se solen anomenar hidrurs. El terme «hidrur» implica que l'àtom de H adquireix un caràcter negatiu o aniònic, denotat per H−, i es fa servir quan l'hidrogen forma un compost amb un element més electropositiu. L'existència de l'anió hidrur, suggerida per Gilbert Newton Lewis el 1916 pels hidrurs salins dels grups I i II, fou demostrada per Moers el 1920 mitjançant l'electròlisi de l'hidrur de liti fos (LiH) produint una quantitat d'hidrogen estequiomètrica a l'ànode. Pels hidrurs d'altres grups que no són l'I o el II, el terme és una mica confús a causa de la baixa electronegativitat de l'hidrogen. Una excepció dels hidrurs del grup II és el BeH
2, que és polimèric. En l'hidrur de liti i alumini, l'anió AlH−
4 té els centres dels hidrurs fermament lligats al Al(III).
Tot i que els hidrurs es poden formar amb gairebé tots els elements del grup principal, el nombre i combinacions de possibles compostos és molt divers per cadascun d'ells: per exemple, es coneixen més de 100 hidrurs de bor binaris (borans), però només un d'alumini binari. L'hidrur d'indi binari encara no ha estat identificat, tot i que existeixen complexos més grossos.
En química inorgànica, els hidrurs també poden servir com a lligands de pont que enllacen dos centres metàl·lics d'un complex de coordinació. Aquesta funció és força comuna en els elements del grup 13, especialment en borans (hidrurs de bor) i complexos d'alumini, així com en carborans en clúster.

#### Àcids i protons
L'oxidació de l'hidrogen fa que perdi el seu electró i esdevingui el catió H+, que no té cap electró i consta d'un nucli compost normalment d'un sol protó; és per això que al H+
 se'l sol anomenar simplement «protó». Aquesta espècie química és molt important per l'estudi dels àcids. Segons la teoria de Brønsted i Lowry, els àcids cedeixen protons mentre que les bases n'accepten.
Un protó aïllat, H+
, no pot existir en solució o en cristalls iònics a causa de la seva atracció imparable cap a altres àtoms o molècules amb electrons. Excepte en altes temperatures associades amb plasmes, els protons no es poden extreure dels núvols d'electrons d'àtoms i molècules, per la qual cosa hi romanen enllaçats. Tanmateix, el terme «protó» de vegades es fa servir sense gaire rigor per referir-se metafòricament a l'hidrogen carregat positivament (o hidrogen catiònic) enllaçat a altres espècies i, com a tal, es denota per «H+
» sense que això impliqui que hagi d'existir el protó lliure.
Per a no donar la impressió que hi ha «protons solvatats» lliures en solució, de vegades es considera que les solucions aquoses àcides contenen una espècie menys fictícia anomenada «ió oxoni» (H
3O+
). Tot i això, fins i tot en aquest cas, aquests cations d'hidrogen solvatats estan organitzats físicament en clústers que formen espècies més properes al H
9O+
4. Es troben d'altres ions oxoni quan l'aigua està en solució àcida amb altres solvents.
Tot i que a la Terra és exòtic, un dels ions més comuns de l'Univers és el H+
3, conegut com a hidrogen molecular protonat o, simplement, com catió trihidrogen.

### Isòtops

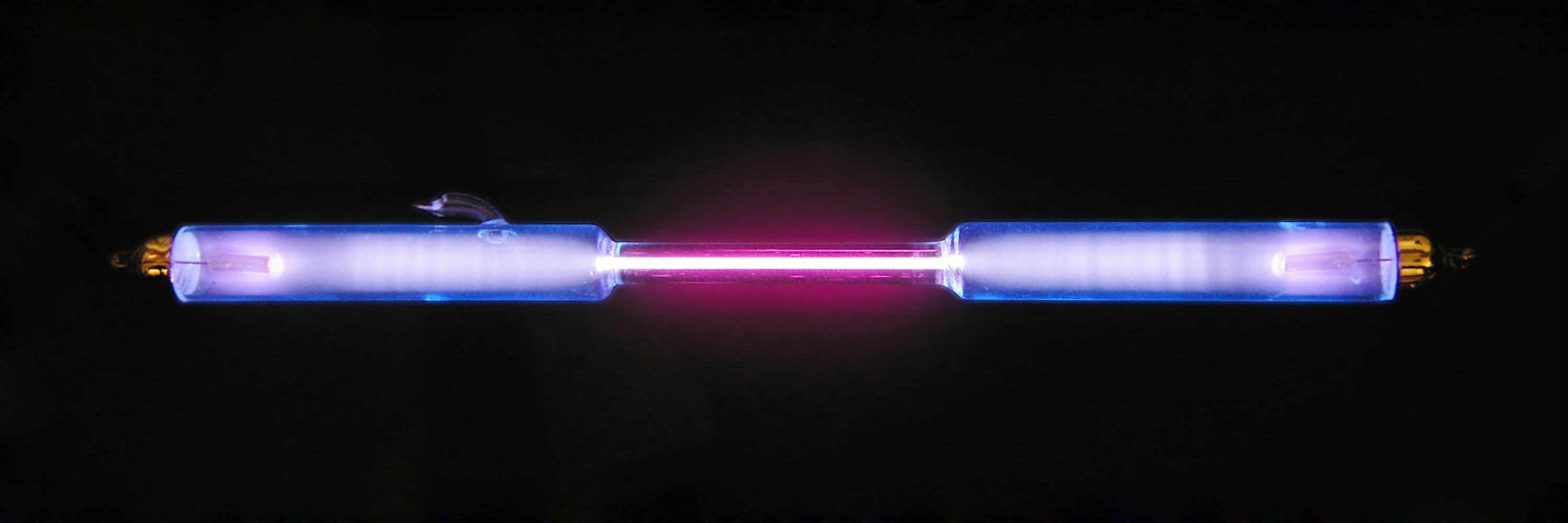
Tub de descàrrega de deuteri (espectre)

El proti, l'isòtop més comú de l'hidrogen, té un protó i un electró. És únic entre tots els isòtops estables perquè no té neutrons.

L'hidrogen té tres isòtops d'ocurrència natural que es denoten per 1
H, 2
H i 3
H. S'han sintetitzat al laboratori altres nuclis altament inestables (del 4
H al 7
H) però no s'han observat a la naturalesa.
- El 1
H és l'isòtop més comú de l'hidrogen, amb una abundància de més del 99,98%. Com que el nucli d'aquest isòtop consisteix en un sol protó, se li dona el nom de «proti».[43]
- El 2
H, l'altre isòtop estable de l'hidrogen, es coneix com a «deuteri» i conté un protó i un neutró al seu nucli. Es creu que tot el deuteri de l'Univers es va produir a l'època del big-bang i que ha perdurat des de llavors. El deuteri no és radioactiu i no representa un perill gaire important. L'aigua enriquida amb molècules que contenen deuteri en comptes d'hidrogen normal s'anomena aigua pesant. El deuteri i els seus compostos es fan servir com a marca no radioactiva en experiments químics i en dissolvents per l'espectroscòpia RMN-1
H.[44] L'aigua pesant es fa servir com un moderador nuclear i refrigerant per reactors nuclears. El deuteri també és un potencial combustible per la fusió nuclear comercial.[45]
- El 3
H es coneix com a «triti» i conté un protó i dos neutrons al seu nucli. És radioactiu i es desintegra en heli-3 mitjançant la desintegració beta amb un període de semidesintegració de 12,32 anys.[37] És tan radioactiu que es pot fer servir com a pintura lluminosa, la qual cosa el fa especialment útil per coses tals com rellotges de polsera, en els quals el vidre prevén que la petita quantitat de radiació surti.[46] Petites quantitats de triti ocorren naturalment a causa de la interacció de raigs còsmics amb gasos atmosfèrics; també s'ha alliberat triti durant proves d'armes nuclears.[47] Es fa servir en reaccions de fusió nuclear,[48] com a rastrejador en geoquímica d'isòtops[49] i en aparells d'il·luminació amb triti.[50] Finalment, el triti també s'ha fet servir en experiments de marcatge químics i biològics.[51]

L'hidrogen és l'únic element que té diferents noms d'ús comú pels seus isòtops. Durant els inicis de l'estudi de la radioactivitat, alguns isòtops molt radioactius van rebre noms propis que ja no s'usen en l'actualitat, excepte els del deuteri i el triti. De vegades, per aquests isòtops es fan servir els símbols D i T (en comptes de 2
H i 3
H), però el que seria el símbol corresponent pel proti (P) ja està assignat al fòsfor. La Unió Internacional de Química Pura i Aplicada (IUPAC) permet en les seves regles de nomenclatura fer servir tant D i T com 2
H i 3
H, encara que diu que és preferible aquesta darrera forma. El terme «hidró» s'utilitza per referir-se de manera general a la forma catiònica de l'hidrogen atòmic.
| Símbol del núclid | Z | N | Massa (uma)       | Semivida                      | MD                    | PD                    | Espín nuclear | Composició isotòpica representativa (fracció molar) | Rang de variació natural (fracció molar) |
| ----------------- | - | - | ----------------- | ----------------------------- | --------------------- | --------------------- | ------------- | --------------------------------------------------- | ---------------------------------------- |
| ¹H                | 1 | 0 | 1,00782503207(10) | Estable (>6,6×1033 a)         | Estable (>6,6×1033 a) | Estable (>6,6×1033 a) | 1⁄2+          | 0,999885(70)                                        | 0,999816-0,999974                        |
| ²H                | 1 | 1 | 2,0141017778(4)   | Estable                       | Estable               | Estable               | 1+            | 0,000115(70)                                        | 0,000026-0,000184                        |
| ³H                | 1 | 2 | 3,0160492777(25)  | 12,32(2) a                    | β-                    | ³He                   | 1⁄2+          | Traça                                               |                                          |
| 4H                | 1 | 3 | 4,02781(11)       | 1,39(10)×10-22 s [4,6(9) MeV] | n                     | ³H                    | 2-            |                                                     |                                          |
| ⁵H                | 1 | 4 | 5,03531(11)       | >9,1×10-22 s ?                | n                     | 4H                    | (1⁄2+)        |                                                     |                                          |
| ⁶H                | 1 | 5 | 6,04494(28)       | 2,90(70)×10-22 s [1,6(4) MeV] | 3n                    | ³H                    | 2−#           |                                                     |                                          |
| ⁶H                | 1 | 5 | 6,04494(28)       | 2,90(70)×10-22 s [1,6(4) MeV] | 4n                    | ²H                    | 2−#           |                                                     |                                          |
| 7H                | 1 | 6 | 7,05275(108)#     | 2,3(6)×10-23 s#               | 4n                    | ³H                    | 1⁄2+#         |                                                     |                                          |

1. ↑  En negreta si són isòtops estables.
2. ↑  Es refereix a la composició en aigua.
3. ↑  Cosmogènic

Z: nombre de protons. N: nombre de neutrons. Els valors marcats amb # són valors esperats que no han pogut ser comprovats experimentalment. Els valors entre parèntesis són incerts.

## Història

### Descoberta i ús
El 1671, Robert Boyle descobrí i descrigué la reacció entre llimadures de ferro i àcid diluït, la qual resulta en la producció d'hidrogen gas. El 1766, Henry Cavendish fou el primer a reconèixer hidrogen gas en una substància individual; anomenà el gas d'una reacció metall-àcid com «aire inflamable». Especulà que aquest «aire inflamable» era, de fet, idèntic a la substància hipotètica anomenada «flogist» i, més tard, el 1781 trobà que aquest gas produïa aigua quan cremava. Se'l sol acreditar amb la descoberta d'aquest element. El 1783, Antoine Lavoisier va donar a l'element el nom d'«hidrogen» (del grec ὕδρω hidro, 'aigua', i γενῆς genes, 'creador') quan ell i Laplace van reproduir la troballa de Cavendish produint aigua cremant hidrogen gas.

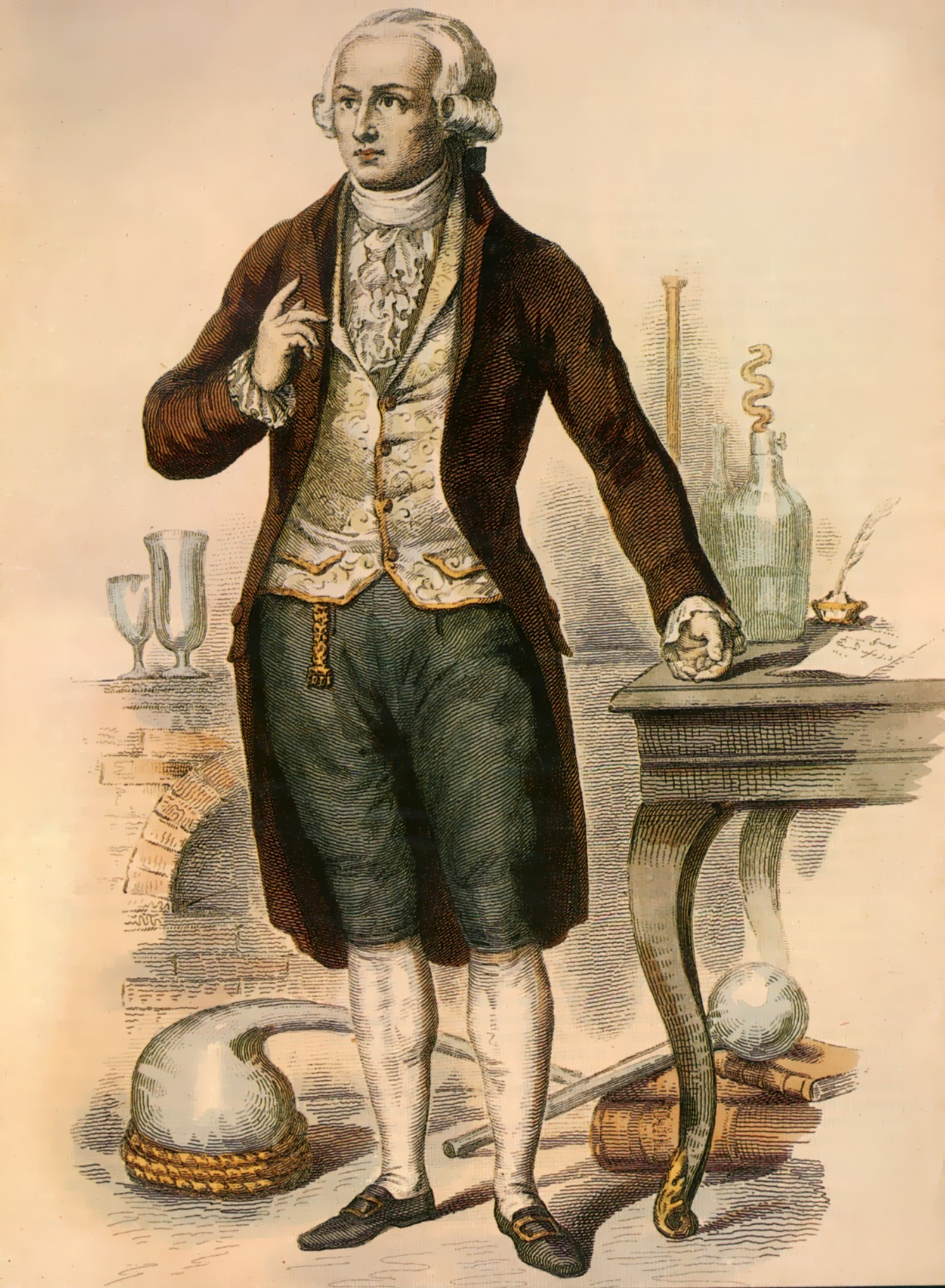
Antoine-Laurent de Lavoisier

Lavoisier produïa l'hidrogen pels seus famosos experiments sobre la conservació de la massa fent reaccionar un flux de vapor amb ferro metàl·lic a través d'un tub de ferro incandescent escalfat en un forn. L'oxidació anaeròbica a altes temperatures del ferro pels protons de l'aigua es pot representar esquemàticament pel conjunt d'equacions químiques següent:
Fe +   H
2O → FeO + H
2
2 Fe + 3 H
2O → Fe₂O₃ + 3 H
2
3 Fe + 4 H
2O → Fe₃O₄ + 4 H
2
Molts metalls, tals com el zirconi, tenen una reacció similar amb l'aigua que resulta en la producció d'hidrogen.
L'hidrogen fou liquat per primer cop per James Dewar el 1898 fent servir refrigeració regenerativa i un aparell d'invenció seva, el termo. Va produir hidrogen sòlid l'any següent. El deuteri fou descobert el desembre de 1931 per Harold Urey, i el triti fou preparat el 1934 per Ernest Rutherford, Mark Oliphant i Paul Harteck. L'aigua pesant, que té deuteri en comptes d'hidrogen normal, fou descoberta pel grup d'Urey l'any 1932. El 1806, François Isaac de Rivaz va construir el primer motor de combustió interna alimentat per una barreja d'hidrogen i oxigen. El 1819, Edward Daniel Clarke va inventar el bufador d'hidrogen gas. La làmpada de Döbereiner i el limelight foren inventats el 1823.
El primer globus omplert d'hidrogen fou inventat per Jacques Charles el 1783; l'hidrogen era el causant de l'ascensió del que fou el primer mitjà de transport aeri segur. El 1852, Henri Giffard va inventar el primer dirigible d'hidrogen. L'alemany Ferdinand von Zeppelin va promoure la idea de dirigibles rígids que ascendissin amb hidrogen: es van anomenar zeppelins, i el primer vol el van fer l'any 1900. Els vols regulars d'aquests vehicles aeris van començar el 1910 i, en el moment que començà la Primera Guerra Mundial (agost de 1914), ja havien transportat 35.000 passatgers sense haver tingut cap accident seriós. Durant la guerra, els dirigibles van servir com a plataformes d'observació i com a bombarders.
El primer vol transatlàntic sense escales fou dut a terme pel dirigible britànic R34 l'any 1919. El servei regular de transport de passatgers es va reiniciar la dècada de 1920; la descoberta de reserves d'heli als Estats Units va fer creure en un augment de la seguretat d'aquest tipus de transport, però el govern d'aquest país rebutjà vendre gas per aquest propòsit. A causa d'això, es feu servir hidrogen pel dirigible Hindenburg, que fou destruït per un incendi mentre volava sobre Nova Jersey el 6 de maig de 1937. L'accident fou retransmès en directe per la ràdio i també fou filmat. Es creu que la causa fou la ignició d'hidrogen de fuites del dirigible, tot i que investigacions posteriors apuntaren que també podria ser la ignició del revestiment d'alumini per electricitat estàtica. El que comptà, però, és que l'hidrogen havia perdut la seva reputació com a gas ascendent.
El mateix any que aquests fets, va entrar en servei el primer turbogenerador refrigerat amb hidrogen a Dayton (Ohio, EUA), de l'empresa Dayton Power & Light Co; l'hidrogen gas servia com a refrigerant del rotor i de l'estator. Gràcies a la seva conductivitat tèrmica, l'hidrogen gas és el fluid refrigerant més utilitzat en l'actualitat.
L'acumulador de níquel-hidrogen es va fer servir per primer cop l'any 1977 a bord del satèl·lit estatunidenc NTS-2. Per exemple, l'ISS, el 2001 Mars Odyssey i la Mars Global Surveyor estan equipats amb bateries de níquel-hidrogen. El Telescopi Espacial Hubble també està alimentat per bateries de níquel-hidrogen en la part fosca de la seva òrbita; les bateries van ser canviades el maig del 2009, més de 19 anys després del seu llançament i 13 anys tard respecte de quan s'hauria hagut de fer segons la seva vida prevista.

### Paper en la teoria quàntica

Línies d'espectre d'emissió de l'hidrogen en el rang visible. Aquestes són les quatre línies visibles de la sèrie de Balmer.

Com que l'àtom d'hidrogen és una estructura atòmica relativament simple (consisteix tan sols en un protó i un electró) ha estat important –juntament amb l'espectre de llum que produeix o absorbeix– pel desenvolupament de la teoria de l'estructura atòmica. A més a més, la simplicitat de la molècula d'hidrogen i del seu catió corresponent H+
2 van permetre una millor comprensió de la naturalesa de l'enllaç químic, que estigué precedida per l'estudi del tractament mecanicoquàntic de l'àtom d'hidrogen de mitjans de la dècada de 1920.
Un dels primers efectes quàntics que fou notat explícitament (però que, en aquella època, no fou comprès) va ser una observació de Maxwell que involucrava hidrogen, mig segle abans que es desenvolupés la teoria mecanicoquàntica completa. Maxwell va observar que la capacitat tèrmica específica del H
2 diferia inexplicablement de la d'un gas diatòmic per sota de la temperatura ambient i començava a assemblar-se cada cop més a la d'un gas monoatòmic a temperatures criogèniques. Segons la teoria quàntica, aquest comportament té lloc a causa de l'espaiament dels nivells d'energia rotacional, que són especialment amplis en el H
2 degut a la seva baixa massa. La gran separació entre nivells inhibeix la partició igual d'energia tèrmica en moviment rotacional a temperatures baixes. Els gasos diatòmics composts d'àtoms més pesants no tenen aquests nivells tan amplis i no presenten aquest efecte.

## Abundància natural

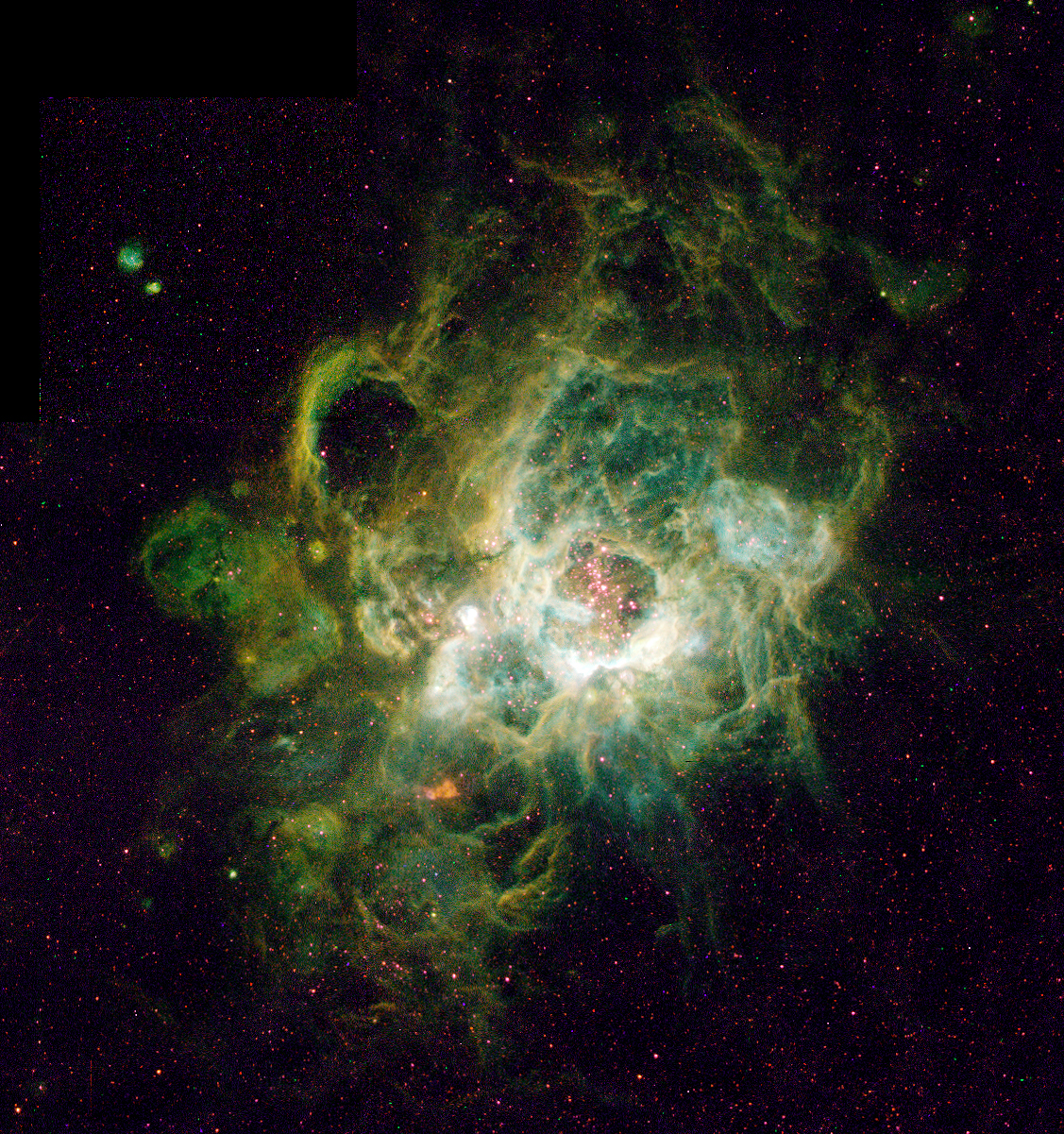
NGC 604, una gegant regió d'hidrogen ionitzat de la Galàxia del Triangle

L'hidrogen, com a H atòmic, és l'element químic més abundant de l'Univers: constitueix el 75% de la matèria normal segons la massa i més del 90% segons el nombre d'àtoms (la majoria de la massa de l'Univers; tanmateix, no es troba en forma de matèria de tipus element químic, sinó que es creu que pot tenir formes no detectades encara com matèria fosca i energia fosca). Aquest element es troba en gran abundància en estrelles i planetes gegants gasosos. Els núvols moleculars de H
2 s'associen amb la formació estel·lar. L'hidrogen té un paper vital en aquestes darreres, concretament mitjançant la fusió nuclear reacció protó-protó i el cicle CNO.
Arreu de l'Univers, l'hidrogen es troba majoritàriament en els estats atòmic i plasma, els quals tenen propietats bastant diferents que les que presenta l'hidrogen molecular. En forma de plasma, el protó i l'electró de l'hidrogen no estan enllaçats, cosa que resulta en una elevada conductivitat elèctrica i una elevada emissivitat (la qual és responsable de la producció, per exemple, de la llum del Sol i d'altres estrelles). Les partícules carregades són altament influenciades per camps elèctrics i magnètics; per exemple, en el vent solar interaccionen amb la magnetosfera terrestre produint els fenòmens dels corrents de Birkeland i l'aurora. D'altra banda, l'hidrogen es troba en l'estat atòmic neutre en el medi interestel·lar. Es creu que la gran quantitat d'hidrogen neutre trobada en els sistemes de Lyman-alfa esmorteïts domina la densitat bariònica cosmològica de l'Univers fins al desplaçament cap al roig z=4.
En condicions ordinàries, a la Terra l'hidrogen elemental existeix en forma de gas diatòmic H
2. L'hidrogen gas és molt rar en l'atmosfera terrestre (1 ppm de volum) a causa de la seva lleugeresa, la qual li permet escapar de la gravetat terrestre més fàcilment que gasos més pesants. D'altra banda, és el tercer element més abundant de la superfície terrestre, majoritàriament en forma de compostos químics tals com els hidrocarburs i l'aigua. L'hidrogen gas és produït per alguns bacteris i algues i és un component natural de les flatulències (igual que el metà).
Una forma molecular anomenada hidrogen molecular protonat (H
3+) es troba al medi interestel·lar, on es genera per ionització de l'hidrogen molecular pels raigs còsmics. Aquest ió també ha estat observat a l'atmosfera superior del planeta Júpiter. És relativament estable en l'ambient de l'espai exterior a causa de la baixa temperatura i densitat. El H
3+ és un dels ions més abundants de l'Univers i té un paper important en la química del medi interestel·lar. L'hidrogen triatòmic H₃ neutre tan sols pot existir en forma excitada i és inestable. Per contra, el catió dihidrogen (H
2+) és una rara molècula de l'Univers.

## Producció
L'hidrogen es produeix en laboratoris de química i biologia (sovint en forma de subproducte d'altres reaccions), en la indústria per la hidrogenació de substrats insaturats i a la natura com a resultat de l'expulsió d'equivalents de reducció en reaccions bioquímiques.

### Laboratori
Al laboratori, el H

Diagrama de l'electròlisi de l'aigua. A l'ànode s'hi forma gasós (a l'esquerra) i al càtode gasós (a la dreta). El generador de baixa freqüència (GBF) és l'encarregat de subministrar el corrent.

2 normalment se sol preparar a partir de la reacció d'àcids no oxidants diluïts amb alguns metalls reactius com el zinc mitjançant l'aparell de Kipp.
Zn + 2 H+
 → Zn2+
 + H
2
L'alumini també pot produir H
2 si es tracta amb bases químiques:
2 Al + 6 H
2O + 2 OH−
 → 2 Al(OH)−
4 + 3 H
2
L'electròlisi de l'aigua és un mètode simple de producció d'hidrogen. Es fa passar un corrent de baix voltatge per l'aigua, i es forma oxigen gasós a l'ànode i hidrogen gasós al càtode. Normalment, quan es vol produir hidrogen per emmagatzemar, el càtode està fet de platí o d'algun altre material inert; d'altra banda, si es vol produir gas per ser cremat al mateix lloc, per assistir la combustió és desitjable l'oxigen, per la qual cosa ambdós elèctrodes han d'estar fets de metalls inerts (per exemple, el ferro s'oxidaria i la quantitat d'oxigen emesa seria menor). La màxima eficiència teòrica (electricitat utilitzada versus valor energètic de l'hidrogen produït) es troba en el rang del 80-94%.
2 H
2O(l) → 2 H
2(g) + O
2(g)
El 2007 es descobrí que un aliatge d'alumini i gal·li en forma de granulat afegit a l'aigua es podia fer servir per generar hidrogen. Aquest procés també crea alúmina, però el gal·li –un element molt car–, que prevé la formació d'una capa d'òxid als granulats, es pot reutilitzar. Això té implicacions potencials importants per l'economia de l'hidrogen, ja que amb aquest procés es pot produir al mateix lloc on s'ha d'utilitzar i no cal transportar-lo.

### Industrial
L'hidrogen es pot preparar industrialment de moltes maneres diferents però, econòmicament, els processos més importants comprenen l'eliminació d'hidrogen dels hidrocarburs. L'hidrogen comercial a granel se sol produir mitjançant el reformat amb vapor del gas natural. A altes temperatures (1000–1400 K, 700–1100 °C) el vapor d'aigua reacciona amb el metà per formar monòxid de carboni i H
2.
CH
4 + H
2O → CO + 3 H
2
Aquesta reacció és afavorida a baixes pressions però, tanmateix, es duu a terme a pressions elevades (2,0 MPa o 20 atm) perquè el H
2 a pressió elevada és el producte més comercialitzable i els sistemes de purificació per adsorció per oscil·lació de pressió treballen millor a altes pressions. El producte de la barreja es coneix com a «gas de síntesi» perquè se sol fer servir directament per la producció de metanol i compostos relacionats. Els hidrocarburs diferents del metà es poden usar per produir gasos de síntesi amb diferents proporcions de productes. Una de les moltes complicacions que té aquesta tecnologia altament optimitzada és la formació de coc o carboni:
CH
4 → C + 2 H
2
Consegüentment, el reformat amb vapor normalment utilitza un excés de H
2O. L'hidrogen addicional es pot recuperar del vapor fent servir monòxid de carboni mitjançant la reacció de desplaçament del gas d'aigua (reacció de Dussan), especialment amb un catalitzador d'òxid de ferro. Aquesta reacció també és una font industrial de diòxid de carboni:
CO + H
2O → CO
2 + H
2
D'altres mètodes importants per la producció de H
2 inclouen l'oxidació parcial d'hidrocarburs:
2 CH
4 + O
2 → 2 CO + 4 H
2
I també la reacció de carbó, que pot servir com a fase prèvia de la reacció de desplaçament del gas d'aigua anterior:
C + H
2O → CO + H
2
De vegades, l'hidrogen és produït i consumit en el mateix procés industrial sense ser separat. Per exemple, en el procés Haber-Bosch per la producció d'amoníac, l'hidrogen es genera a partir de gas natural. Amb l'electròlisi de la salmorra per produir clor s'obté hidrogen en forma de coproducte.

### Termoquímica
Existeixen més de 200 cicles termoquímics que es poden fer servir per separar l'aigua; alguns d'ells s'estan estudiant i testejant perquè són capaços de produir hidrogen i oxigen a partir d'aigua i calor sense fer servir electricitat. Alguns exemples són el cicle d'òxid de ferro, el cicle d'òxid de ceri (III)-òxid de ceri (IV), el cicle d'òxid de zinc-zinc, el cicle de sofre-iode, el cicle de coure-clor i el cicle de sofre híbrid. D'altra banda, laboratoris de països com França, Alemanya, Grècia, el Japó i els Estats Units estan desenvolupant mètodes termoquímics per produir hidrogen a partir d'energia solar i aigua.

### Corrosió anaeròbica
En condicions anaeròbiques, el ferro i els acers aliats són lentament oxidats pels protons de l'aigua simultàniament reduïts a hidrogen molecular (H
2). La corrosió anaeròbica del ferro condueix primer de tot a la formació d'hidròxid de ferro (II) i es pot descriure amb la següent reacció:
Fe + 2 H
2O → Fe(OH)₂ + H
2

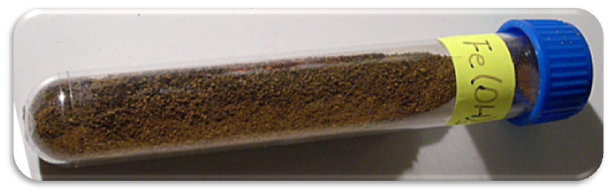
L'hidròxid de ferro (II) (Fe(OH)₂) és el reactiu inicial de la reacció de Shchikorr.

Per la seva banda, en condicions anaeròbiques, l'hidròxid de ferro (II) (Fe(OH)₂) pot ser oxidat pels protons de l'aigua per formar magnetita i hidrogen molecular. Aquest procés és descrit per la reacció de Schikorr:
3 Fe(OH)₂ → Fe₃O₄ + 2 H
2O + H
2
hidròxid de ferro (II) → magnetita + aigua + hidrogen
La magnetita ben cristal·litzada (Fe₃O₄) és termodinàmicament més estable que l'hidròxid de ferro (II) (Fe(OH)₂).
Aquest procés ocorre durant la corrosió anaeròbica del ferro i de l'acer en aigües subterrànies lliures d'oxigen i en la reducció del sòl per sota del límit freàtic.

### Formació geològica mitjançant la serpentinització
En absència d'oxigen atmosfèric (O₂) en condicions geològiques de profunditat tal que l'atmosfera terrestre ja no hi té efecte, l'hidrogen (H
2) es produeix durant el procés de serpentinització per l'oxidació anaeròbica feta pels protons (H+) de l'aigua del silicat de ferro (Fe2+) present a la xarxa cristal·lina de la faialita (Fe₂SiO₄). La reacció corresponent, que condueix a la formació de magnetita (Fe₃O₄), quars (SiO₂) i hidrogen (H
2), és la següent:
3 Fe₂SiO₄ + 2 H
2O → 2 Fe₃O₄ + 3 SiO₂ + 3 H
2
faialita + aigua → magnetita + quars + hidrogen
Aquesta reacció s'assembla molt a la reacció de Schikorr observada en l'oxidació anaeròbica de l'hidròxid de ferro (II) en contacte amb l'aigua.

### Formació en transformadors
De tots els gasos de fallada formats en transformadors de potència, l'hidrogen n'és el més comú i és generat sota la majoria de condicions de fallada. És per això que la formació d'hidrogen és una indicació primerenca de problemes seriosos del cicle de vida d'un transformador.

## Aplicacions

### Consum en processos
Els sectors químic i petrolier necessiten grans quantitats de H
2. L'aplicació més important del H
2 és en el processament dels combustibles fòssils i en la producció de l'amoníac. Els processos consumidors clau de H
2 a la planta petroquímica inclouen la hidrodesalquilació, la hidrodesulfurització i l'hidrocraqueig. A part, l'hidrogen té molts altres usos destacats: es fa servir com un agent hidrogenant, especialment per incrementar el nivell de saturació de greixos insaturats i olis (que es poden trobar en elements com la margarina); també com un agent reductor de menes metàl·liques; i, finalment, en la producció de metanol i en la indústria de l'àcid clorhídric.
L'hidrogen és altament soluble en moltes terres rares i metalls de transició, i tant en metalls nanocristal·lins com amorfs. La solubilitat de l'hidrogen en els metalls està influenciada per les distorsions locals i impureses de l'estructura cristal·lina. Aquestes propietats poden ser útils quan l'hidrogen es purifica fent-lo passar a través de discs calents de pal·ladi, però en general l'alta solubilitat del gas és un problema metal·lúrgic perquè contribueix a la fragilització de molts metalls, la qual cosa complica el disseny de canonades i dipòsits d'emmagatzematge.
A part del seu ús com a reactiu, el H
2 té moltes aplicacions en física i enginyeria. Es fa servir com un gas de protecció en mètodes de soldadura com la soldadura d'hidrogen atòmic. També es fa servir com a refrigerant del rotor de generadors elèctrics en centrals elèctriques, perquè té la conductivitat tèrmica més alta que cap altre gas. El H
2 líquid es fa servir en recerca criogènica, que inclou l'estudi de la superconductivitat. Com que és més lleuger que l'aire (té una mica més que 1⁄15 de la seva densitat) havia estat molt utilitzat com a gas ascendent de globus i dirigibles.
Pel que fa a aplicacions més recents, l'hidrogen es fa servir pur o barrejat amb nitrogen (anomenat gas protector) com un gas indicador de detecció de fuites. Aquestes aplicacions es poden trobar en les indústries de l'automòbil, química, de generació d'energia, aeroespacial i de la telecomunicació. L'hidrogen és un additiu de menjar autoritzat (E 949) que permet fer proves de fuites de l'empaquetament de menjar, i també té propietats antioxidants.
Els isòtops rars de l'hidrogen també tenen aplicacions. El deuteri (hidrogen-2) es fa servir en aplicacions de fissió nuclear com un moderador per alentir els neutrons, i també en reaccions de fusió nuclear. Els compostos de deuteri tenen aplicacions en química i biologia, en l'estudi dels efectes isotòpics en reaccions. El triti (hidrogen-3), que es produeix en reactors nuclears, s'utilitza per a la producció de bombes d'hidrogen, com una marca isotòpica en biociències i com a font de radiació en pintures lluminoses.
La temperatura del punt triple de l'hidrogen en equilibri és un punt fix definit a l'Escala Internacional de Temperatura de 1990 a 13,8033 kèlvins.

### Refrigerant
L'hidrogen se sol fer servir en centrals elèctriques com a refrigerant pels generadors, ja que té un cert nombre de propietats favorables que són resultat directe de les seves lleugeres molècules diatòmiques. Algunes d'aquestes propietats que el fan tan interessant per aquest ús són la baixa densitat, la baixa viscositat i que té la calor específica i la conductivitat tèrmica més elevades de tots els gasos.

### Portador d'energia
L'hidrogen no és un recurs energètic, excepte en un hipotètic context de centrals energètiques de fusió nuclear comercials que fessin servir deuteri o triti, tecnologia que actualment dista molt de ser desenvolupada. L'energia del Sol prové de la fusió nuclear de l'hidrogen, però és difícil aconseguir aquest procés d'una manera controlada a la Terra. Obtenir hidrogen elemental de fonts solars, biològiques o elèctriques pot necessitar més energia que no pas la que s'obté cremant-lo, per la qual cosa en aquests casos l'hidrogen funciona com un portador d'energia. També es pot obtenir de fonts fòssils (com el metà), però aquestes fonts no són sostenibles.
La densitat energètica per unitat de volum tant de l'hidrogen líquid com de l'hidrogen gas comprimit a qualsevol pressió practicable és significativament menor que la de fonts de combustible tradicionals, tot i que la densitat energètica per unitat de massa de combustible és més elevada. Tanmateix, l'hidrogen elemental ha estat molt estudiat en el context energètic com un possible futur portador d'energia. Per exemple, la captura i emmagatzematge de carboni a partir del CO
2 es podria dur a terme al punt de la producció de H
2 a partir de combustibles fòssils. L'hidrogen utilitzat pel transport cremaria d'una manera relativament neta –amb algunes emissions de NOx però sense emissions de carboni. Tanmateix, els costos d'infraestructura associats a una conversió completa a una economia basada en l'hidrogen seien considerables.

### Indústria dels semiconductors
L'hidrogen es fa servir per saturar enllaços trencats de silici amorf i carboni amorf, la qual cosa ajuda a estabilitzar les propietats del material. També és un potencial donador d'electrons en diversos materials òxids, tals com el ZnO, SnO₂, CdO, MgO, ZrO₂, HfO₂, La₂O₃, Y₂O₃, TiO₂, SrTiO₃, LaAlO₃, SiO₂, Al₂O₃, ZrSiO₄, HfSiO₄ i SrZrO₃.

### Vehicles d'hidrogen

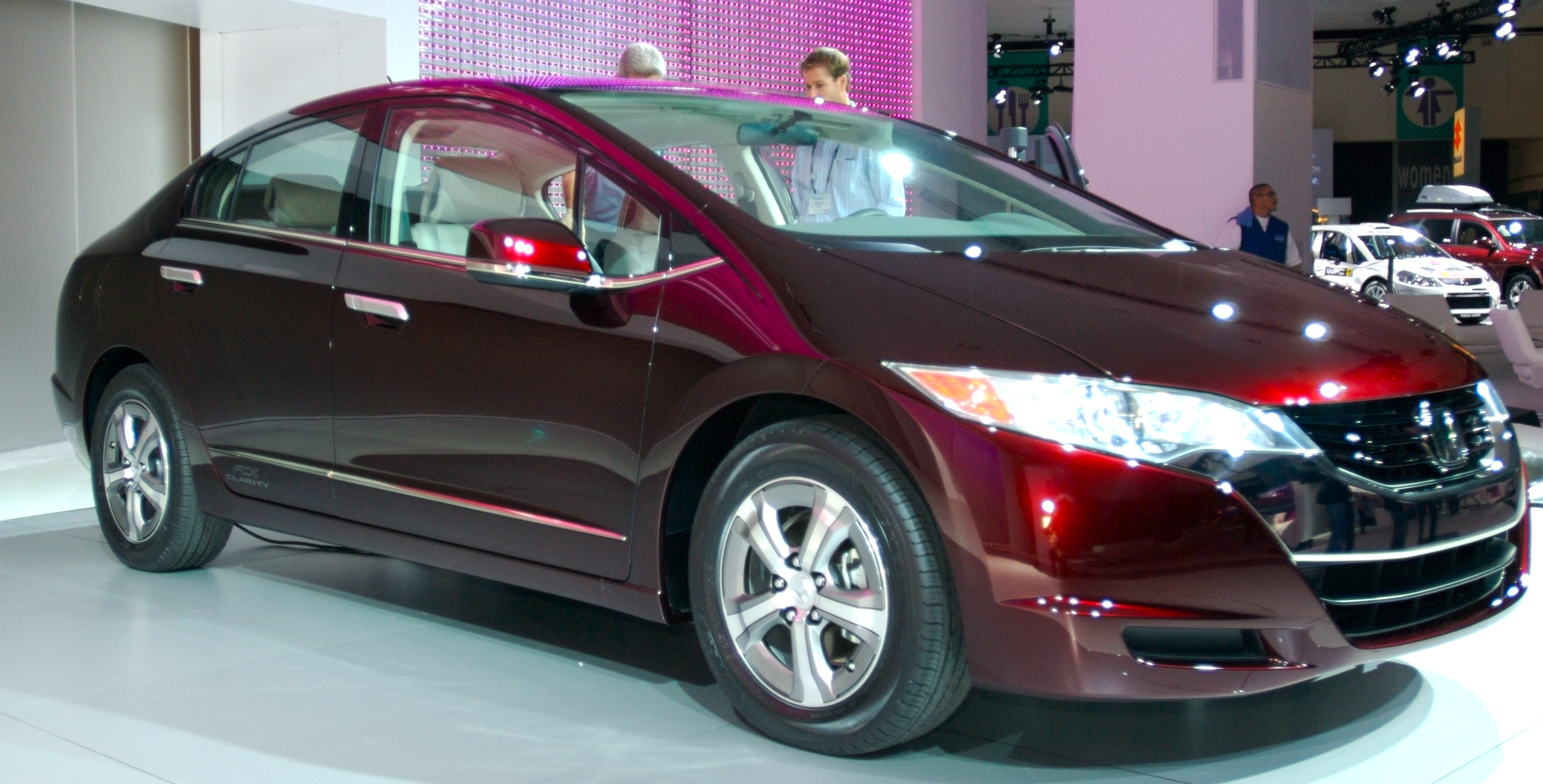
L'Honda FCX Clarity, un prototip de vehicle d'hidrogen presentat el 2008

Un vehicle d'hidrogen és un vehicle que fa servir l'hidrogen com a combustible de bord per obtenir la potència motora. Aquests vehicles inclouen automòbils i bicicletes, entre d'altres. El principi de funcionament consisteix a convertir l'energia química de l'hidrogen en energia mecànica, ja sigui cremant l'hidrogen en un motor de combustió interna o fent-lo reaccionar amb oxigen en una pila de combustible. La utilització de l'hidrogen com a combustible bàsic dels transports és l'element clau d'una hipotètica economia de l'hidrogen.
Molts coets grans fan servir hidrogen líquid com a combustible i oxigen líquid com a oxidant. L'avantatge principal de l'hidrogen és la seva alta velocitat d'escapament eficaç en comparació amb el querosè/LOX o l'UDMH/NTO. L'equació de coets de Tsiolkovski diu que els coets amb una velocitat d'escapament més alta necessiten menys massa de propel·lent per realitzar un canvi de velocitat determinat. Abans de la combustió, l'hidrogen passa per tubs de refrigeració situats al voltant de la tovera d'escapament per evitar que resulti malmesa pels gasos d'escapament a alta temperatura.
Els desavantatges de l'hidrogen líquid inclouen la seva poca densitat i baixa temperatura, que fan que calguin dipòsits de combustible més grossos, més ben aïllats i, per tant, més pesants. Això incrementa la massa estructural del coet i en redueix l'eficiència. Un altre desavantatge és la dificultat d'emmagatzemar l'hidrogen i l'oxigen en estat líquid. Com que l'hidrogen es va evaporant gradualment, el coet només es pot omplir de combustible poc abans del llançament. Això fa que els motors criogènics no serveixin per als míssils balístics intercontinentals i altres aplicacions en les quals la rapidesa de llançament sigui crucial.
El transbordador espacial també feia servir hidrogen i oxigen líquids a les piles de combustible que n'alimentaven els sistemes elèctrics. Durant el procés, les piles també generaven aigua que es podia fer servir per beure, entre altres coses. També és una primera matèria per la fabricació d'electrocarburants o hidrocarburs sintètics.

## Reaccions biològiques
El H₂ és un producte d'alguns tipus de metabolismes anaeròbics i és produït per molts microorganismes, normalment mitjançant reaccions catalitzades per enzims anomenats hidrogenases que contenen ferro o níquel. Aquests enzims catalitzen la reacció redox reversible entre el H₂ i els dos protons i dos electrons que el componen. La creació d'hidrogen gas ocorre en la transferència d'equivalents de reducció produïts durant la fermentació del piruvat a aigua.
La separació de l'aigua –en la qual l'aigua es descompon en els seus components (protons, electrons i oxigen)– té lloc en reaccions lluminoses en tots els organismes fotosintètics. Alguns d'aquests organismes, entre els quals l'alga Chlamydomonas reinhardtii i els cianobacteris, han desenvolupat una segona etapa més en les reaccions fosques, en les quals els protons i els electrons són reduïts per formar gas H₂ per hidrogenases especialitzades en el cloroplast. S'han fet esforços per modificar genèticament les hidrogenases de cianobacteris per tal de sintetitzar eficientment el gas H₂ fins i tot en presència d'oxigen. També s'ha treballat amb algues modificades genèticament en un bioreactor.

## Seguretat i precaucions

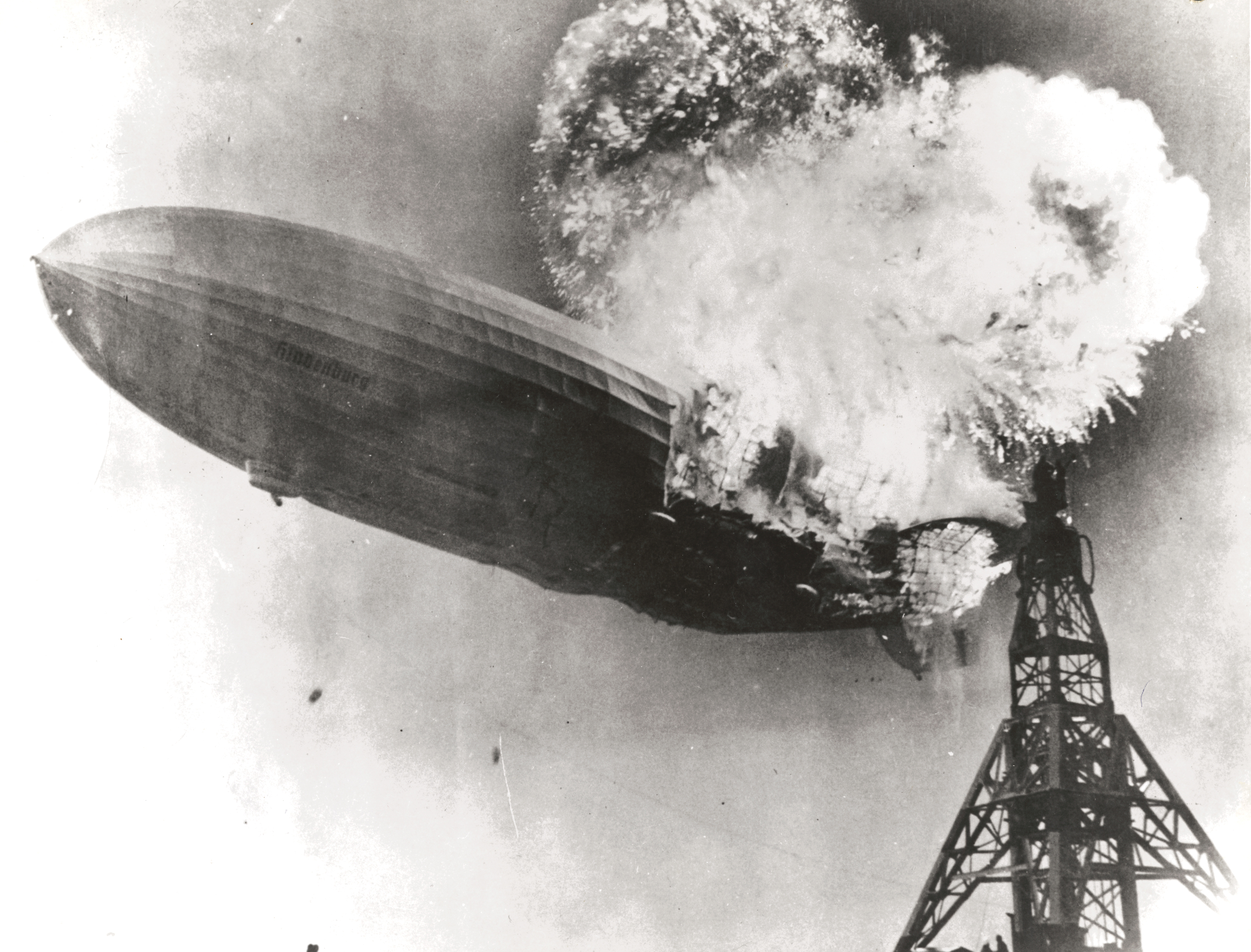
Desastre del Hindenburg, 1937

L'hidrogen presenta una sèrie de perills cap a la seguretat humana, des de possibles detonacions i incendis quan es barreja amb aire fins a causar asfíxia quan es troba en la seva forma pura (sense oxigen). A més a més, l'hidrogen líquid és un criogènic i presenta perills associats amb líquids frígids com la congelació. L'hidrogen es dissol en molts metalls i, a part de fer que es puguin produir fuites, pot tenir efectes adversos sobre aquests com ara la fragilització per hidrogen que pot causar esquerdes i explosions. Si en una fuita s'escapa hidrogen gas a l'aire exterior, pot ser que s'inflami espontàniament. A més, el foc causat per hidrogen, a part de ser molt calent, és gairebé invisible, per la qual cosa pot causar cremades accidentals.
La interpretació correcta de dades de l'hidrogen (incloent-hi les dades de seguretat) pot ser força confusa a causa de molts fenòmens. Moltes de les seves propietats químiques i físiques depenen de la proporció parahidrogen-ortohidrogen (se sol tardar dies o setmanes a una temperatura donada per arribar a la proporció d'equilibri, per la qual se solen proporcionar les dades). Els paràmetres de detonació de l'hidrogen, com la pressió i temperatura de detonació, depenen molt de la geometria del contenidor.